# Maszyna robocza

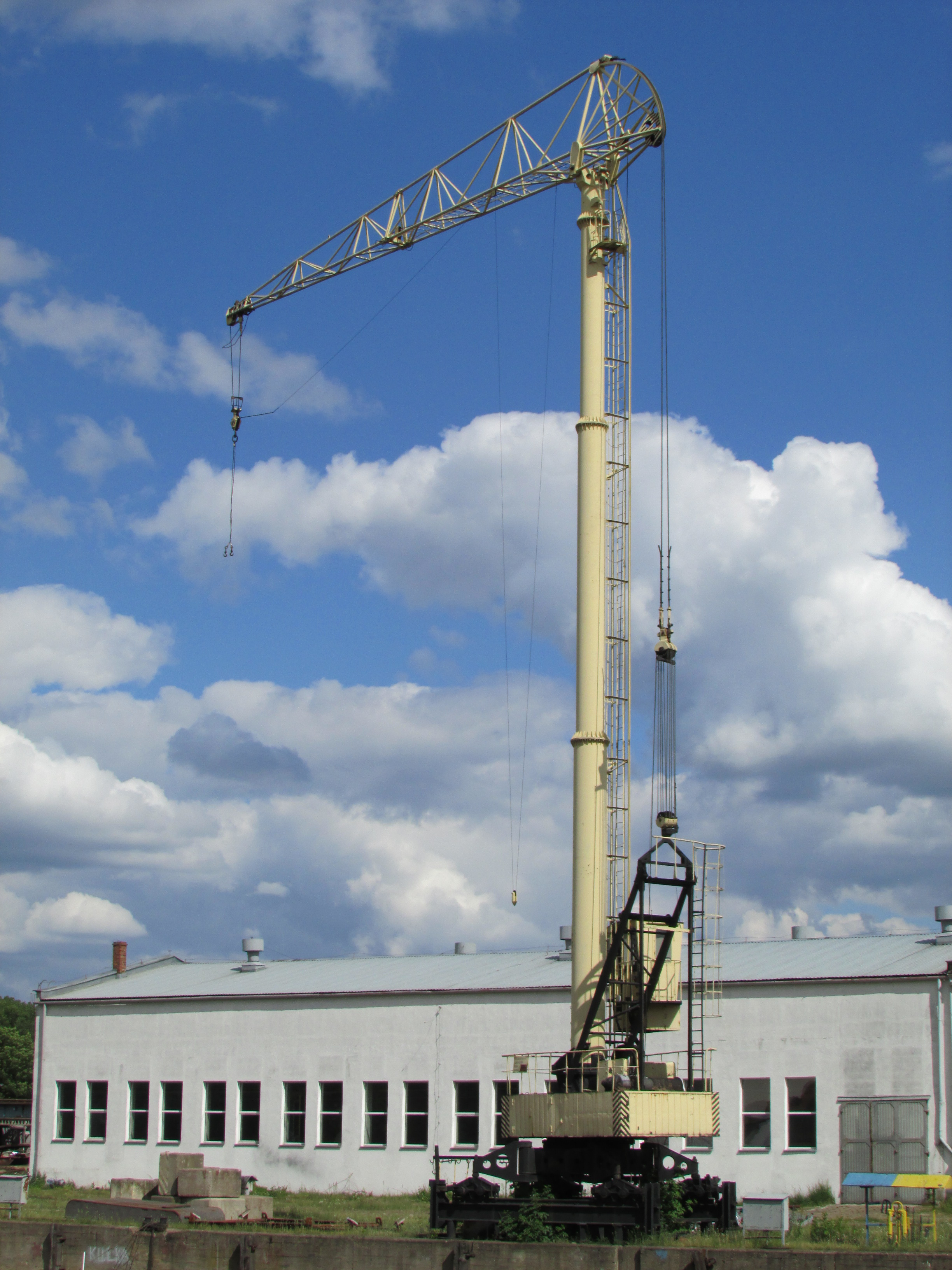
Maszyna robocza

Maszyna robocza – maszyna pobierająca energię mechaniczną z maszyny napędowej (silnika) i wykonująca określoną pracę.
Podział:
- maszyny robocze przeróbcze (technologiczne)
- maszyny robocze transportowe

Przykłady maszyn roboczych:
- chłodziarka
- pompa ciepła
- pompa
- sprężarka
- samochód
- koparka